# Винтерниц, Вильгельм
Вильгельм Ви́нтерниц (нем. Wilhelm Winternitz; 1835—1917) — австрийский врач-бальнеолог, основоположник научного водолечения. Своей работой «Гидротерапия на физиологической и клинической основе» он заложил основы современной физиотерапии.

## Биография
Родился 1 марта 1835 года в Йозефштадте (ныне г. Яромерж, Богемия).
В 1853—1857 годах изучал медицину в Праге и Вене, где был учеником Иоганна фон Оппольцера, Йозефа Шкоды.
Получив степень доктора медицины, с 1858 по 1861 год он служил морским врачом и в это время он впервые отметил положительный эффект применения водных процедур при лихорадочных состояниях. С 1862 года посвятил себя изучению гидротерапии, основателем которой он считается. В 1865 году прошёл хабилитацию и в качестве приват-доцента стал читать лекции по гидротерапии в Венском университете; открыл собственную лечебницу в Кальтенлойтгебене. В 1881 году он получил звание экстраординарного профессора, в 1899 — ординарного и вместе с тем был назначен директором гидротерапевтической лечебницы.
С 1891 года Винтерниц издавал журнал «Blätter für klinische Hydrotherapie». Его перу принадлежит много исследований, посвященных преимущественно вопросам гидротерапии.
Умер 22 февраля 1917 года в Вене. Могила его находится на старом еврейском участке Венского центрального кладбища.
Его лекции были переведены на русский язык: Гидротерапия, построенная на физиологических и клинических основах / Пер. И[в]. Ненсберг. Ч. 1-3. — СПб. : тип. Э. Треймана, 1878—1881 (Часть 1: Влияние гидротерапии на иннервацию и кровообращение — 1878. — XII, 299 с. : ил.; Часть 2: Влияние местных тепловых применений на местную температуру и плототворение. — 1879. — VIII, 194 с. : ил.; Часть 3: О влиянии общих тепловых применений на температуру тела и на плототворение. — 1881. — XII, 444 с. : ил.).